# 2002 CC251
2002 CC251, também escrito como 2002 CC251, é um objeto transnetuniano que está localizado no Cinturão de Kuiper, uma região do Sistema Solar. Este corpo celeste é classificado como um plutino, pois, o mesmo está em uma ressonância orbital de 2:3 com o planeta Netuno. Ele possui uma magnitude absoluta de 8,0 e tem um diâmetro estimado com 111 km.

## Descoberta
2002 CC251 foi descoberto no dia 6 de fevereiro de 2002 pelo astrônomo Marc W. Buie.

## Órbita
A órbita de 2002 CC251 tem uma excentricidade de 0,150 e possui um semieixo maior de 39,521 UA. O seu periélio leva o mesmo a uma distância de 33,588 UA em relação ao Sol e seu afélio a 45,453 UA.